# أنتونيس مارتيز
أنتونيس مارتيز (بالإنجليزية: Antonis Martis) هو لاعب كرة قدم يوناني وأسترالي، ولد في 8 سبتمبر 2000 في لارنكا في قبرص.

## وصلات خارجية
- أنتونيس مارتيز على موقع قاعدة بيانات كرة القدم.إي يو (الإنجليزية)
- أنتونيس مارتيز على موقع عالم كرة القدم.نت (الإنجليزية)